# Tout pour le kung fu
 (octobre 2012).
Si vous disposez d'ouvrages ou d'articles de référence ou si vous connaissez des sites web de qualité traitant du thème abordé ici, merci de compléter l'article en donnant les références utiles à sa vérifiabilité et en les liant à la section « Notes et références ».

Tout pour le kung fu (He Has Nothing But Kung Fu, 功夫小子) est un film hongkongais sorti en 1974.

## Synopsis
Un combattant est devenu amnésique à cause d'un accident.

## Fiche technique
- Réalisateur : Liu Chia-yung[1],[2]
- Producteur : Lei Ming
- Chorégraphe : Liu Chia-yung
- Scénariste : Ni Kuang
- Directeur de production : Wong Man
- Preneur de son : Chang Hua
- Pays de production :  Hong Kong
- Genre : comédie / kung fu
- Catégorie HK : I I B
- Durée : 91 min.
- Vidéo : Couleur
- Date de sortie : 1974

## Distribution
- Wong Yu : Hsiao Shan
- Gordon Liu Chia-hui : Shang Kai-yuan
- Liu Chia-yung : Ma Fu-kuan
- Li Ying : Ho Yen
- Wilson Tong Wai Shing
- Karl Maka
- Lam Ching Ying
- Lee Hoi San
- Kong Do
- Chung Fat
- Fei Lian
- Baan Yun Sang
- Billy Chan Wui Ngai
- Peter Chan Lung
- Chan Shen
- Chin Yuet Sang
- Ching Chu
- Fung King Man
- Ho Pak Kwong
- Hsiao Ho
- Lee Wan Chung
- Lin Ke Ming
- Lui Daat
- Mars
- Meng Hoi
- Ouyang Sha-fei : madame Shang
- Sai Gwa Paau
- San Sin
- To Wing Leung
- Austin Wai Tin Chi
- Wan Leng Gwong
- Wong San (2)
- Yeung Wah